# العرافة (فلم)
العرافة  فيلم دراما رومانسي للمخرج عاطف سالم عام 1981  كتب القصة والسيناريو والحوار عبد الحي أديب. الفيلم من بطولة عمر خورشيد، مديحة كامل، مديحة يسري، جميل راتب، يونس شلبي، ومحمود المليجي  وتدور الأحداث حول طالبة جامعية تتعرض للاعتقال بسبب أنشطتها السياسية، وتتعرف أثناء ترحيلها على ضابط شرطة حذرته العرافة من الحب المدمر ولكنه يقع في حب الطالبة الهاربة ويواجه مصيره المحتوم.
صدر الفيلم إلى دور العرض المصرية في 28 مارس 1981.
منح موقع قاعدة بيانات الأفلام على الإنترنت (IMDB) الفيلم درجة 5.5/ 10.
منح موقع قاعدة بيانات الأفلام العربية «السينما.كوم» الفيلم درجة 6.2/ 10.

## طاقم التمثيل
عمر خورشيد: في دور مجدي الفيومي (ضابط الشرطة حديث التخرج)
مديحة كامل: في دور سامية أبو السعود (طالبة الجامعة المعتقلة)
مديحة يسري: في دور ألفت هانم (والدة سامية)
جميل راتب: في دور الكفراوي (رئيس المخابرات)
يونس شلبي: في دور كامل أبو غريبة (صديق مجدي)
محمود المليجي: في دور الفيومي بك (لواء الشرطة المتقاعد وعضو البرلمان)
فاروق يوسف: في دور الشيخ فرحات (الطالب الأزهري)
عبد السلام محمد: في دور مرزوق (الصياد النهري)
نجاح الموجي: في دور عسكري الترحيل
محمد صفوت: في دور زكي (ضابط السجن)
حافظ أمين: في دور أبو غريبة (والد كامل صديق مجدي)
محمود رشاد: في دور شوكت
أبو السعود عطية: في دور عسكري المستشفى
سمير رستم: في دور طالب جامعي (ضمن وفد الطلبة)
شفيق الشايب: في دور المسئول الكبير
سامي عطايا: في دور سكرتير الكفراوي
نبوية سعيد: في دور العرافة
حسان اليماني: في دور الخادم
توفيق الكردي: في دور عميد الشرطة رئيس مجدي
صالح الإسكندراني: في دور والد فرحات
عمران بحر: في دور قهوجي محطة القطار
سوزان صالح: في دور طالبة جامعية (ضمن وفد الطلبة)
حسن الشريف: في دور طالب جامعي (ضمن وفد الطلبة)
محمد السقا: في دور طالب جامعي (ضمن وفد الطلبة)
حازم شكري: في دور ممدوح صبري (ضابط السجن)
بالاشتراك مع: سيد أحمد - سامية سامي - أبراهيم وجدي 

## أحداث الفيلم
الضابط مجدي (عمر خورشيد) هو نجل الفيومي بك (محمود المليجي)، لواء الشرطة الثري المتقاعد وعضو البرلمان الحالي، وهو أمل أسرته وأهل قريته التي تسعد بتخرجه، ويستقبله أصدقاء صباه: كامل أبو غريبة (يونس شلبي) الذي مازال يتعثر في دراسته الجامعية، والشيخ فرحات (فاروق يوسف) الذي يتعثر في دراسة العالمية أيضا، ووالده الذي يرفض التوسط عند كبار المسئولين لتعيين نجله بالقرب من أسرته بالفيوم. بعد الاحتفال يجلس مجدي مع أصدقائه وتأتي العرافة وتخبر مجدي: «بحر العشق ما له قرار.. مسكين يا اللي فيه غرقان.. العشق ثمنه غالي يا ولدي.. قم يا ولدي.. الودع اليوم غدار.. مالوش أمان.. مكتوب لك ماء البحر يتعكر بلون الدم.. العشق والموت وعد ومكتوب». يودع مجدي والده للسفر وفي محطة القطار يصادف الطالبة الجامعية سامية أبو السعود (مديحة كامل) بصحبة العسكري (نجاح الموجي) الذي يقيد يدها إلى يده أثناء ترحيلها حيث تم اعتقالها بسبب أنشطتها السياسية في الجامعة. يتوجه مجدي إلى سامية لمعرفة أسباب اعتقالها ويتجاذب أطراف الحديث معها وعندما تطلب سيجارة يذهب مجدي، وهو الغير مدخن، لشراء السجائر وعند عودته تكون قد غادرت. يصادفها مرة أخرى في القطار مع عسكري الترحيل، يسارع إليها ويصطدم برجل يرتدي قبعة (المخرج عاطف سالم). يطلب مجدي من العسكري أن ينزع عنها القيد بعد أن يعرفه أنه ضابط شرطة. تروي سامية قصتها لمجدي وتخبره كيف أن والدتها ألفت هانم (مديحة يسري) أصبحت عشيقة الكفراوي بك (جميل راتب)، رئيس المخابرات، ليتوسط لإبنتها للخروج من المعتقل. وتتحين سامية الفرصة لمقابلة الكفراوي مع وفد من طلبة الجامعة وهناك تهاجم الرجل، وهكذا تعود للسجن مرة أخرى. تتمكن سامية من الهرب عند محطة «البدرشين» ويلاحقها مجدي ولكنه يتعرض للدغة ثعبان مما يستدعي أن تعود له سامية لتقوم باسعافه. يستضيفهم الصياد النهري مرزوق (عبد السلام محمد) ويقدم لهم الطعام والماء، وفي الليل تلوذ سامية بالفرار للمرة الثانية ويعثر عليها مجدي أيضاً للمرة الثانية. وعندما تقوم قوات الشرطة بالبحث عن الهاربة يدعي مجدي أنها خطيبته، يصطحبها مجدي إلى بيت أسرته بالقاهرة وهناك يجد كامل صديقه الذي يدرس معها في نفس الكلية مما يجعل سامية تطلب أن تنتهي هذه الرحلة ولكن مجدي يصارح كمال أنه يحبها ولن يتخلى عنها. تكتشف الشرطة ما حدث ويطلب العميد (توفيق الكردي)، رئيس مجدي، أن يسلم مجدي الهاربة. يتصل الكفراوى بوالد مجدى ويحذره من تصرفات ابنه. يتم القبض على سامية وتدخل مستشفى السجن، وتذهب ألفت هانم للكفراوي ترجوه الإفراج عن ابنتها ويوافق بشرط أن تكتب تعهد بعدم العمل بالسياسة. ترفض سامية كتابة التعهد، وتتمكن من الهرب بمساعدة مجدى ويتزوجان. يراقب رجال المخابرات كمال، صديق مجدي، الذي يذهب إليه حاملًا رسالة من والده، فيعرفون مكانه ويطلقون الرصاص فيصاب كمال بطلق قاتل، وتلقى سامية مصرعها، ويحمل مجدي جثة زوجته بين يديه.

## استقبال الفيلم
فاز فيلم «العرافة» بجائزة أفضل فيلم من المركز الكاثوليكي عام 1982.
صدر الفيلم في 28 مارس 1981 وأثناء عرضه بدور العرض المصرية تعرض بطل الفيلم «عمر خورشيد» في 29 مايو 1981 لحادث مأساوي عقب خروجه من الرولاند هو وزوجته اللبنانية «دينا» في نهاية شارع الهرم أمام مطعم «خريستو» ومات على الفور. وكانت حادثة وفاته مثار كثير من الأقاويل، وصرحت بطلة الفيلم «مديحة كامل»، التي كانت سيارتها تسير خلف سيارة خورشيد، أنه مات في الحال بسبب قطع برقبته.

## وصلات خارجية
- مقالات تستعمل روابط فنية بلا صلة مع ويكي بيانات
- العرافة على موقع الدهليز
- العرافة على موقع كاروهات

https://www.themoviedb.org/movie/746184?language=ar-SA العرافة (فيلم 1981)